# Kairouan Sud (delegación)
Kairouan Sud es una delegación de la gobernación de Kairuán en Túnez. En abril de 2014 tenía una población censada de 93 101 habitantes.
Se encuentra ubicada en el centro del país, al sur de la capital, Túnez, y al oeste de la costa del mar Mediterráneo.